# Stefan Bissegger
Stefan Bissegger (né le 13 septembre 1998 à Weinfelden) est un coureur cycliste suisse, spécialiste des courses disputées contre-la-montre.

## Biographie
Stefan Bissegger naît le 13 septembre 1998 à Weinfelden, dans le canton de Thurgovie.
Il fait un apprentissage de mécanicien de vélo.
Il est marié et père d'un enfant.

## Carrière
Stefan Bissegger commence le cyclisme à l’âge de dix ans, dans son village natal à l’occasion d’une compétition régionale.
En 2015, Stefan Bissegger obtient son premier résultat notable en terminant huitième de Paris-Roubaix juniors. La même année, aux championnats du monde sur piste juniors, il remporte la médaille d'argent en poursuite par équipes avec Gino Mäder, Robin Froidevaux et Reto Müller. En 2016, il remporte les Trois Jours d'Axel, une course junior néerlandaise. À Aigle, à domicile, il devient champion du monde de poursuite juniors, avec un nouveau record du monde junior en 3 minutes 12,416 secondes.
En 2018, il remporte la médaille d'argent en poursuite par équipes lors des championnats d'Europe élites aux côtés de Cyrille Thièry, Frank Pasche, Théry Schir et Claudio Imhof. Il obtient également l'argent dans la même discipline lors des championnats d'Europe espoirs avec Valère Thiébaud, Lukas Rüegg et Robin Froidevaux, tandis qu'il décroche le bronze en poursuite individuelle. Bon rouleur, il est double champion de Suisse du contre-la-montre espoirs en 2018 et 2019.

### 2019: révélation à la Swiss Racing Academy
Il commence sa saison 2019 en Nouvelle-Zélande où il remporte une étape de la New Zealand Cycle Classic et le classement par points. Fin avril, il remporte une étape du Tour du Jura. Le 24 mai, avec le maillot de la sélection suisse, il crée la surprise en remportant devant des professionnels la 1re étape du Tour de l'Ain.
Il se distingue ensuite sur des courses réservées aux Espoirs, vainqueur d'une étape de la Course de la Paix-Grand Prix Jeseníky, du classement par points et s'y classant deuxième du général. Le 26 juin, il devient champion de Suisse espoirs du contre-la-montre, en août, il est médaillé de bronze du championnat d'Europe du contre-la-montre espoirs et s'assure deux succès sur le Tour de l'Avenir dont un contre-la-montre par équipes. Il clôt sa saison par un titre de vice-champion du monde sur route espoirs après le déclassement du néerlandais Nils Eekhoff, battu au sprint par l'italien Samuele Battistella. 
Avant ces mondiaux, Bissegger s'engage en faveur d'EF Pro Cycling avec un contrat débutant après les Jeux olympiques d'été de 2020 où il prévoit de participer à la poursuite par équipes. 
Il s'engage pour le début de saison 2020 avec l'équipe Monti mais celle-ci disparaît en raison de difficultés financières. Bissegger déclare qu'il roulera pour l'équipe nationale suisse jusqu'au début de son contrat avec EF Pro Cycling en août 2020.

### 2020-2024: chez EF

#### 2020: vice-champion d’Europe du contre-la-montre du relais mixte
Il étrenne pour la première fois ses nouvelles couleurs lors du championnat national du contre-la-montre où il monte sur la troisième marche du podium. Il retrouve cette place sur la première étape du Tour de l'Ain. Le 24 août 2020, il est médaillé d'argent lors du championnat d'Europe espoirs de contre-la-montre, remporté par Andreas Leknessund. Pour sa première course World Tour, il est aligné sur le BinckBank Tour, se montrant à son avantage sur l'épreuve chronométrée, 3e de la quatrième étape et 12e du classement général. En Belgique, il découvre également le Tour des Flandres et les Trois Jours de Bruges-La Panne.

#### 2021: victoire sur Paris-Nice et sur le Tour de Suisse
Pour sa première saison pleine au sein de la structure américaine, il ne tarde pas à montrer ses talents de rouleur. En février, il est deuxième du contre-la-montre du Tour des Émirats arabes unis, devancé par le champion du monde Filippo Ganna. En mars, il remporte le contre-la-montre de Paris-Nice devant Rémi Cavagna, son premier succès en World Tour. Il porte également le maillot jaune pendant une journée, avant de le perdre le lendemain au profit de Primož Roglič. En avril, il participe au Tour des Flandres, où il est le dernier rescapé de l'échappée du jour. Le mois suivant, il est deuxième du contre-la-montre du Tour de Romandie, où Cavagna a pris sa revanche. Il est ensuite battu par son compatriote Stefan Küng lors du chrono inaugural du Tour de Suisse, mais il remporte en échappée trois jours plus tard la 4e étape, battant au sprint Benjamin Thomas. Il participe ensuite à son premier Tour de France, puis gagne le contre-la-montre du Benelux Tour. En fin de saison, il est quatrième du championnat d'Europe du contre-la-montre et septième du championnat du monde de la spécialité.

#### 2022: champion d’Europe du contre-la-montre

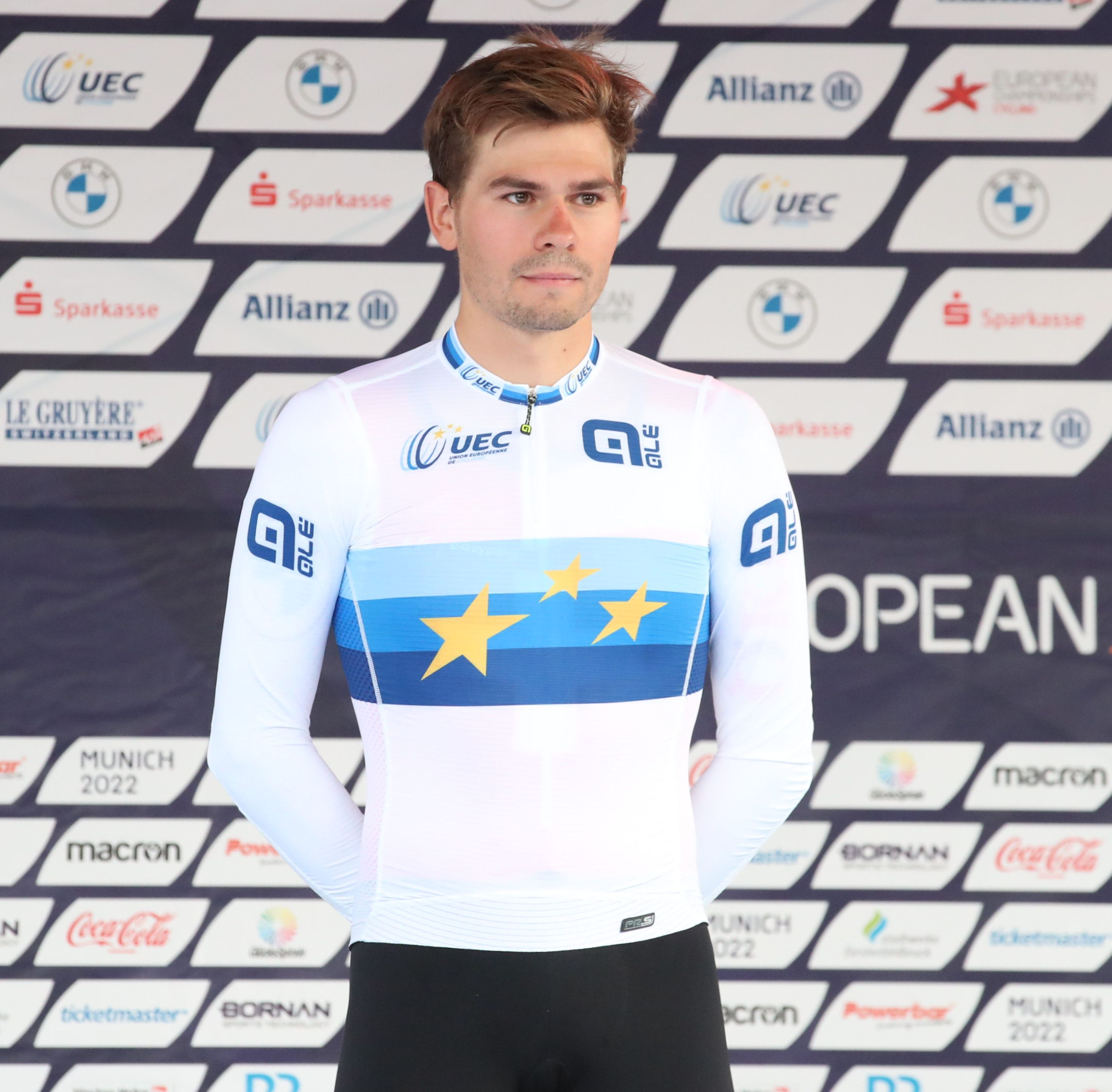
Stefan Bissegger après son sacre sur les championnats d'Europe de cyclisme sur route 2022.

Bissegger débute sa saison sur l’UAE Tour où il remporte la 3e étape, un contre-la-montre de 9 km. Il participe ensuite à Paris-Nice, se classant 8e du chrono de la compétition. Malade, il ne prend pas le départ le lendemain. Le mois suivant, il prend part à quelques classiques flandriennes et signe une 21e place sur Paris-Roubaix. Après une pause de deux mois sans compétitions, Bissegger reprend en juin sur son tour national. Mais, comme trois de ses coéquipiers, il doit renoncer à prendre le départ de la sixième étape en raison d'un test positif au Covid-19. Toujours contaminé, il doit renoncer à participer à ses championnats nationaux. Le 1er juillet, il prend le départ du Tour de France à Copenhague. Le prologue de la 1re étape est pour lui un grand objectif, le Suisse s’y est longuement préparé et est alors un des meilleurs rouleurs sur des faibles distances. Ainsi, ce chrono de seulement 13 km lui convient parfaitement, il figure donc parmi les favoris. Seulement, lorsque Bissegger s’élance, les conditions météorologiques lui sont défavorables, la chaussée est alors détrempée et une fine pluie s’abat sur la capitale danoise. Dès les premiers virages, le Suisse semble déstabilisé et chute à deux reprises durant son épreuve, le reléguant à plus d’une minute du vainqueur. Bissegger déclare en interview que c’est le « le pire jour de [sa] carrière » tandis que L'Équipe parle même d’un « calvaire » vécu par le rouleur suisse. En août, remis de sa malchance, il devient champion d’Europe du contre-la-montre, et champion du Monde de contre-la-montre en relais mixte.

#### 2023-2024: baisse des performances
La saison 2023 de Bissegger commence en France sur le Grand Prix La Marseillaise, puis sur l’Étoile de Bessèges. Lors du contre-la-montre traditionnel d’Alès jusqu’à l’oppidum de l'Ermitage, Bissegger prend une 12e place. Il part ensuite au Portugal sur le Tour de l'Algarve où il réalise un très mauvais contre-la-montre. Le mois suivant, il participe à Paris-Nice où sa formation termine deuxième du contre-la-montre par équipes à seulement 1 seconde du vainqueur. Il ne reprend ensuite la compétition qu’en juin sur le Tour de Suisse et se classe 4e du chrono final. En août, il participe au Tour de Pologne mais passe à côté de son contre-la-montre, le lendemain, il abandonne pour se concentrer sur les prochains championnats du monde sur route . Avec la Suisse, il est sacré champion du Monde en relais mixte pour la deuxième année consécutive. Il participe ensuite au Tour d'Espagne et termine 11e du chrono dans les rues de Valladolid. En septembre, il devient vice-champion d’Europe de sa discipline de prédilection, mais est sacré champion de Suisse de contre-la-montre.

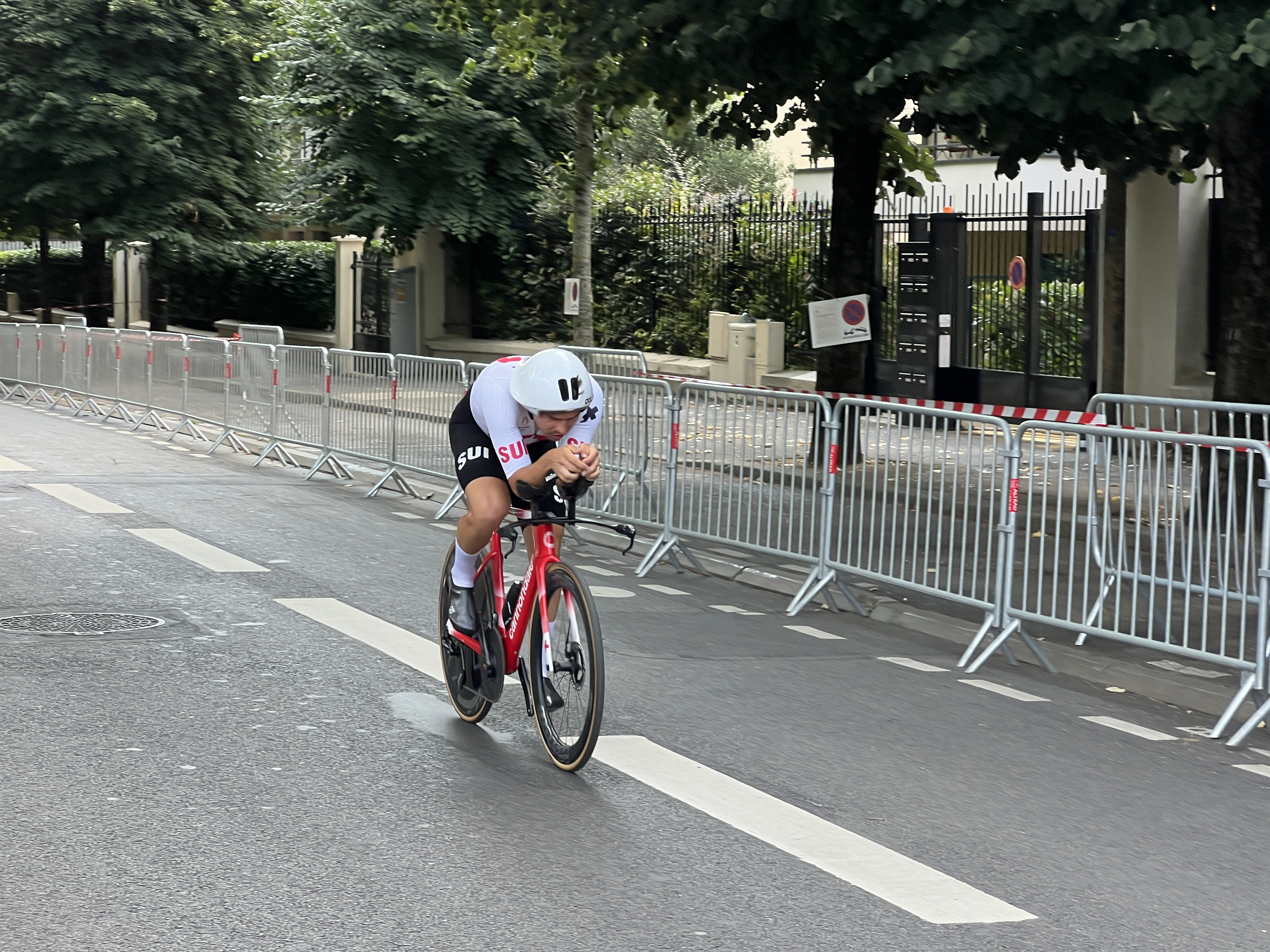
Stefan Bissegger lors de son repérage du tracée du contre-la-montre des Jeux olympiques de 2024.

Comme l’année précédente, Bissegger commence sa saison en France, sur l’Étoile de Bessèges. Lors de l’étape 3, il est membre de l’échappée qui se joue la victoire, mais est battu au sprint Samuel Leroux et doit se contenter d’une deuxième place. Le lendemain sur le contre-la-montre final, il termine 7e. Lors de Paris-Nice, sa formation monte sur le podium du contre-la-montre par équipes. En avril, il mène une échappée de plus de 70 km sur Paris-Roubaix et se classe 26e à l’arrivée. En juin, il est battu sur le chrono inaugural du Tour de Suisse par Yves Lampaert. Peu après, il devient vice-champion de Suisse de contre-la-montre et finit 3e de la course en ligne. Sur le Tour de France, il prend une 12e place sur le contre-la-montre de Nuits-Saint-Georges. Lors de l’épreuve chronométrée des Jeux olympiques de Paris, il termine 6e à environ 1 min 30 s de Remco Evenepoel. Il participe ensuite au Tour d'Allemagne et au Renewi Tour, terminant respectivement 5e et 3e des contre-la-montre. En fin de saison, il annonce rejoindre l’équipe Decathlon AG2R La Mondiale pour un contrat de deux saisons.

### Depuis 2025: chez Decathlon -  AG2R La Mondiale

#### 2025: top 10 sur Paris-Roubaix
Sa saison 2025 débute au Moyen-Orient sur le Tour des Émirats arabes unis. Lors du contre-la-montre de l’étape 2, il se classe 2e derrière Joshua Tarling. Le Suisse « visait pourtant la victoire » mais à « un peu coincé dans le final », au contraire de Tarling qui relègue son dauphin à 13 secondes. En mars, il participe à Paris-Nice ; son équipe termine 7e du contre-la-montre par équipes. Le mois suivant, il finit 7e de Paris-Roubaix,. Fin avril, il s’adjuge une 4e place sur le prologue du Tour de Romandie, à 3 secondes du vainqueur Samuel Watson. En mai, il s’impose sur le Radsportfest Märwil, un contre-la-montre se jouant en équipes nationales. Après avoir participé au Tour de Suisse, il échoue à remporter son championnat national de contre-la-montre, terminant deuxième à 1 seconde de Mauro Schmid. Le 5 juillet, il prend le départ du Tour de France. Après avoir lourdement chuté sur la 1re étape, il est contraint à l’abandon avant l’arrivée à cause d’un risque de commotion cérébrale.

## Palmarès sur route

### Par année
- 2014
  - 2e du Prix des Vins Henri Valloton débutants
- 2015
  - 3e étape du Tour du Pays de Vaud
  - 2e du championnat de Suisse sur route juniors
- 2016
  - Trois Jours d'Axel :
    - Classement général
    - 2e (contre-la-montre) et 4e étapes

  - Prologue du Tour du Pays de Vaud
  - 2e du championnat de Suisse sur route juniors
  - 4e du championnat d'Europe du contre-la-montre juniors
- 2017
  - Tour de Berne amateurs
  - 2e du Prix des Vins Henri Valloton amateurs
  - 2e de l'Enfer du Chablais
- 2018
  -  Champion de Suisse du contre-la-montre espoirs
- 2019
  -  Champion de Suisse du contre-la-montre espoirs
  - 2e étape de la New Zealand Cycle Classic
  - 2e étape du Tour du Jura
  - Tour de Berne
  - 1re étape du Tour de l'Ain
  - 1re étape du Grand Prix Priessnitz spa
  - 2e (contre-la-montre par équipes) et 6e étapes du Tour de l'Avenir
  -  Médaillé d'argent du championnat du monde sur route espoirs
  - 2e du Grand Prix Priessnitz spa
  -  Médaillé de bronze du championnat d'Europe du contre-la-montre espoirs
  - 7e du championnat d'Europe sur route espoirs
- 2020
  -  Médaillé d'argent du championnat d'Europe du contre-la-montre espoirs
  -  Médaillé d'argent du championnat d'Europe du relais mixte contre-la-montre
  - 3e du championnat de Suisse du contre-la-montre
- 2021
  - 3e étape de Paris-Nice (contre-la-montre)
  - 4e étape du Tour de Suisse
  - 2e étape du Benelux Tour (contre-la-montre)
  - 4e du championnat d'Europe du contre-la-montre
  - 7e du championnat du monde du contre-la-montre
- 2022
  -  Champion du monde du contre-la-montre par équipes en relais mixte
  -  Champion d'Europe du contre-la-montre
  - 3e étape du Tour des Émirats arabes unis (contre-la-montre)
  - 5e du championnat du monde du contre-la-montre
- 2023
  -  Champion du monde du contre-la-montre par équipes en relais mixte
  -  Champion de Suisse du contre-la-montre
  -  Médaillé d'argent du championnat d'Europe du contre-la-montre
  - 3e du Chrono des Nations-Les Herbiers-Vendée
- 2024
  - 2e du championnat de Suisse du contre-la-montre
  - 6e du contre-la-montre des Jeux olympiques
- 2025
  - Radsportfest Märwil
  - 2e du championnat de Suisse du contre-la-montre
  - 7e de Paris-Roubaix

### Résultats sur les grands tours

#### Tour de France
4 participations
- 2021 : 103e
- 2022 : 83e
- 2024 : 100e
- 2025 : abandon (1re étape)

#### Tour d'Espagne
1 participation
- 2023 : 117e

### Classements mondiaux
| Année                                 | 2018  | 2019 | 2020 | 2021 | 2022 | 2023 | 2024 |
| ------------------------------------- | ----- | ---- | ---- | ---- | ---- | ---- | ---- |
| Classement mondial                    | 1376e | 204e | 185e | 127e | 196e | 219e | 190e |
| UCI Europe Tour                       | 1085e | 170e | 152e | 108e | 159e | nc   | nc   |
|                                       |       |      |      |      |      |      |      |
| Légende : nc = non classéSource : UCI |       |      |      |      |      |      |      |

## Palmarès sur piste

### Jeux olympiques
- Tokyo 2020
  - 8e de la poursuite par équipes

### Championnats du monde
- Apeldoorn 2018
  - 10e de la poursuite individuelle[31]
- Pruszków 2019
  - 6e de la poursuite par équipe[32]
  - 9e de la poursuite individuelle

### Championnats du monde juniors
- Astana 2015
  -  Médaillé d'argent de la poursuite par équipes juniors
- Aigle 2016
  -  Champion du monde de poursuite juniors

### Coupe du monde
- 2018-2019
  - 3e de la poursuite par équipes à Cambridge
- 2019-2020
  - 1er de la poursuite par équipes à Cambridge (avec Claudio Imhof, Robin Froidevaux, Lukas Rüegg et Mauro Schmid)
  - 3e de la poursuite par équipes à Brisbane

### Championnats d'Europe
| Édition / Épreuve    | Poursuite individuelle | Poursuite par équipes |
| Aigle 2018 (espoirs) | Bronze                 | Argent                |
| Glasgow 2018         |                        | Argent                |

### Championnats de Suisse
| - 2017 - Champion de Suisse de keirin - Champion de Suisse de course aux points - Champion de Suisse de course à l'élimination - 3e de la vitesse par équipes | - 2018 - Champion de Suisse de keirin - Champion de Suisse de course à l'élimination |

## Récompenses
- Meilleur espoir suisse de l'année : 2019